# José López Portillo
José López Portillo y Pacheco (Città del Messico, 16 giugno 1920 – Città del Messico, 17 febbraio 2004) è stato un politico messicano.
Fu Presidente del Messico dal 1º dicembre 1976 al 1º dicembre 1982.

## Vita privata
In prime nozze sposò la pianista Carmen Romano, che gli diede tre figli. Quando era ancora sposato con lei iniziò una relazione con l'attrice Sasha Montenegro. Portillo poi divorziò e passò a nuove nozze con la Montenegro; da questo matrimonio nacquero gli altri suoi due figli. Portillo e la seconda moglie negli ultimi tempi vissero separati.